# Хаміт Алтинтоп
Хамі́т Алтинто́п (тур. Hamit Altıntop; нар. 8 грудня 1982, Гельзенкірхен, Німеччина) — турецький футболіст, півзахисник. Відомий виступами за «Баварію», «Шальке 04», «Галатасарай» та збірної Туреччини. Має брата-близнюка Халіла, який виступає за «Трабзонспор».

## Збірна
Хаміт Алтинтоп був у складі національної збірної Туреччини на чемпіонаті Європи 2008, за підсумками якого увійшов до символічної збірної чемпіонату.
В січні 2011 року нагороджений премією ФІФА ім. Ференца Пушкаша як автор найкращого голу 2010 року, який він забив у матчі проти збірної Казахстану.

### Голи за збірну
| #  | Дата            | Місце                                  | Суперник  | Результат | Змагання               |
| -- | --------------- | -------------------------------------- | --------- | --------- | ---------------------- |
| 1. | 28 березня 2007 | Комерцбанк-Арена, Франкфурт, німеччина | Норвегія  | 2:2       | Кваліфікація Євро 2008 |
| 2. | 28 березня 2007 | Комерцбанк-Арена, Франкфурт, німеччина | Норвегія  | 2:2       | Кваліфікація Євро 2008 |
| 3. | 12 серпня 2009  | Стадіон «Динамо», Київ, Україна        | Україна   | 0:3       | Товариський матч       |
| 4. | 3 березня 2010  | Іненю, Стамбул, Туреччина              | Гондурас  | 2:0       | Товариський матч       |
| 5. | 3 вересня 2010  | Астана Арена, Астана, Казахстан        | Казахстан | 0:3       | Кваліфікація Євро 2012 |
| 6. | 7 вересня 2010  | Шюкрю Сараджоглу, Стамбул, Туреччина   | Казахстан | 3:2       | Кваліфікація Євро 2012 |

## Статистика клубної кар'єри
Дані станом на 5 лютого 2011 р.
| Клуб              | Сезон             | Ліга | Ліга | Кубок | Кубок | Єврокубки | Єврокубки | Усього | Усього |
| Клуб              | Сезон             | Ігри | Голи | Ігри  | Голи  | Ігри      | Голи      | Ігри   | Голи   |
| ----------------- | ----------------- | ---- | ---- | ----- | ----- | --------- | --------- | ------ | ------ |
| Ваттеншайд 09     | 2000—01           | 11   | 1    | 0     | 0     | 0         | 0         | 11     | 1      |
| Ваттеншайд 09     | 2001—02           | 31   | 4    | 0     | 0     | 0         | 0         | 31     | 4      |
| Ваттеншайд 09     | 2002—03           | 33   | 4    | 0     | 0     | 0         | 0         | 31     | 4      |
| Ваттеншайд 09     | Усього            | 75   | 9    | 0     | 0     | 0         | 0         | 75     | 9      |
| Шальке 04         | 2003—04           | 30   | 5    | 0     | 0     | 0         | 0         | 30     | 5      |
| Шальке 04         | 2004—05           | 30   | 0    | 0     | 0     | 0         | 0         | 30     | 0      |
| Шальке 04         | 2005—06           | 22   | 1    | 0     | 0     | 0         | 0         | 22     | 1      |
| Шальке 04         | 2006—07           | 31   | 2    | 2     | 0     | 0         | 0         | 31     | 2      |
| Шальке 04         | Усього            | 113  | 8    | 0     | 0     | 0         | 0         | 113    | 8      |
| Баварія           | 2007—08           | 23   | 3    | 0     | 0     | 9         | 3         | 32     | 6      |
| Баварія           | 2008—09           | 11   | 2    | 2     | 0     | 4         | 0         | 17     | 2      |
| Баварія           | 2009—10           | 15   | 0    | 5     | 1     | 6         | 0         | 26     | 1      |
| Баварія           | 2010—11           | 8    | 1    | 2     | 0     | 6         | 0         | 16     | 1      |
| Баварія           | Усього            | 57   | 6    | 9     | 1     | 25        | 3         | 91     | 10     |
| Усього за кар'єру | Усього за кар'єру | 245  | 23   | 9     | 1     | 25        | 3         | 279    | 27     |

## Досягнення
«Шальке»
- Кубок Німеччини:
  - Володар: 2005-06
- Кубок ліги
  - Володар кубка: 2005

«Баварія»
- Ліга чемпіонів УЄФА
  - Фіналіст: 2009-10
- Чемпіонат Німеччини:
  - Чемпіон: 2007-08, 2009-10
- Кубок Німеччини
  - Володар кубка: 2007-08, 2009-10
- Кубок ліги
  - Володар кубка: 2007
- Суперкубок Німеччини
  - Володар кубка: 2010

«Реал Мадрид»
- Чемпіон Іспанії: 2011-12

«Галатасарай»
- Чемпіон Туреччини (2): 2012-13, 2014-15
- Володар Кубка Туреччини (3): 2013-14, 2014-15, 2015-16
- Володар Суперкубка Туреччини (4): 2012, 2013, 2015, 2016